# Хранимиры
Храними́ры — серия детских экологических сказок в жанре фэнтези. Автор книг — российская детская писательница и психолог Елена Владимировна Журек.
На страницах сказок создан мир существ, стоящих на защите природы, — хранимиров (от славянского имени «Хранимир» — «охраняющий мир»). Главные герои — пять обаятельных персонажей разных возрастов и психотипов, в одном из которых каждый ребёнок может узнать себя. Каждый персонаж отвечает за часть природного мира: лес, вода, горы, воздух.
Цикл состоит из десяти книг в двух сериях: пять рассчитаны на возраст 4-7 лет и пять — на возраст 8-12 лет. Общий тираж составляет 232 тысячи экземпляров. Каждая книга рассказывает о конкретной экологической проблеме и путях её решения: лесные пожары, раздельный сбор мусора, загрязнение пресных вод, загрязнение атмосферного воздуха, сохранение особо охраняемых природных территорий и т. д.
Особенность книг о хранимирах в том, что полезная экологическая информация подается через увлекательный фантастический сюжет. Задача книг — формировать экологическую культуру, делать экологически ответственное поведение нормой жизни, частью мировоззрения нового поколения. Книги прошли экспертизу биологов и педагогов и одобрены для использования в качестве дополнительной литературы при осуществлении образовательной деятельности экологического направления. Кроме того, по мотивам книг разработано и размещено в свободном доступе более 30 методик интерактивных экопросветительских мероприятий.

## Сюжет
По сюжету, хранимиры появились, когда на Земле только-только начала зарождаться жизнь. С появлением первых людей сказочные персонажи жили с ними по соседству и помогали им. Но с развитием технического прогресса хранимиры ушли в заповедные леса, горы и стали невидимыми. Однако когда над планетой нависла угроза экологической катастрофы, пятеро хранимиров, послы пяти родов, решили вернуться к людям, чтобы спасти жизнь на Земле.
Книги, которые рассчитаны на детей дошкольного возраста, прививают детям прикладные навыки: не мусорить на природе, затушить костер в лесу и т. д. Книги, рассчитанные на младший школьный возраст, гораздо глубже исследуют причинно-следственные связи загрязнения окружающей среды и говорят о личной ответственности каждого за состояние планеты.

## Герои книг
- Леда — хранимир из рода Водных. Красивая и дерзкая. Управляет магией воды.
- Велияр — хранимир из рода Воздушных. Лидер. Умеет летать и растворяться в воздухе.
- Малаша — хранимир из рода Вездесущих. Самая маленькая, мудрая и загадочная. Лекарь.
- Хруль — хранимир Лесного рода. Натура тонкая и впечатлительная. Может в мгновение ока вырастить цветок.
- Дубыня — хранимир Горного рода. Сильный, надёжный и добрый. Понимает язык птиц и зверей.

## Книги для незрячих
Четыре книги из серии «Хранимиры» («Хранимиры. Начало», «Хранимиры. Живая вода», «Хранимиры. Потерянный ветер», «Хранимиры. Заповедная земля») изданы с использованием шрифта Брайля для незрячих детей. 4 декабря 2018 года в Российской государственной детской библиотеке прошла презентация книг о хранимирах, выпущенных рельефно-точечным шрифтом. В презентации приняла участие заслуженная артистка России Диана Гурцкая. Эти книги бесплатно распространены по всем специализированным школам и библиотекам страны для слепых и слабовидящих. Книги выпущены Издательско-полиграфическим объединением «Чтение» (Санкт-Петербург) Общероссийской общественной организации инвалидов «Всероссийское ордена Трудового Красного знамени общество слепых». Издание книг про хранимиров шрифтом Брайля поддержало АО «ТАНЕКО» (Группа «Татнефть»).

## Комплексный экопросветительский проект

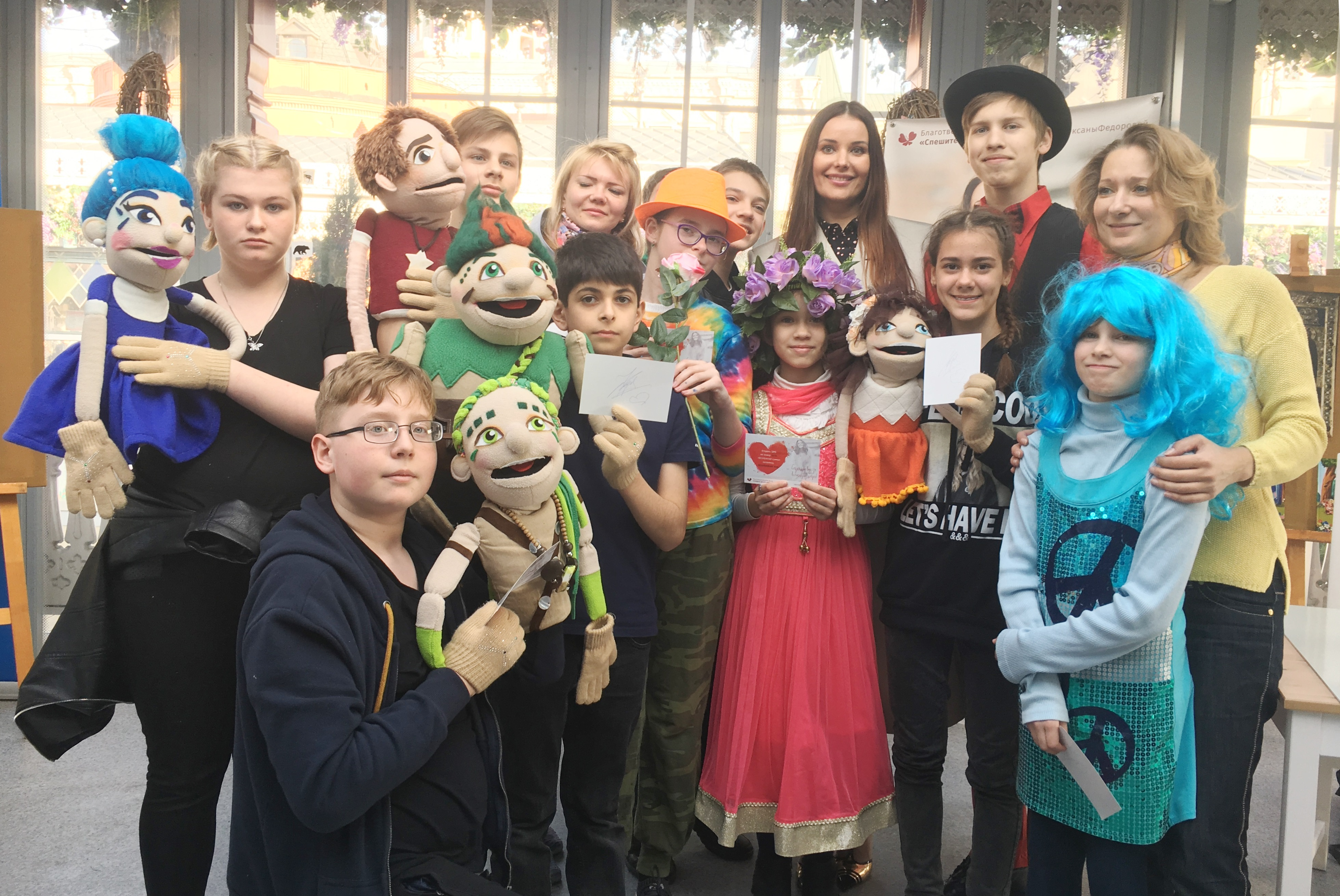
Воспитанники театрального центра детского развития «Клевер» (Наро-Фоминск) и ученики московской школы № 1434 с президентом благотворительного фонда «Спешите делать добро!» Оксаной Фёдоровой и детским писателем Еленой Журек

На основе книг про хранимиров создано множество интерактивных методик экологического просвещения: 14 пьес, пять квестов, викторины, сценарии праздников и даже экологический гимн. Все методические рекомендации размещены в свободном доступе на официальном сайте проекта и могут безвозмездно использоваться педагогами, библиотекарями, педагогами дополнительного образования, общественными экологическими организациями и театральными студиями. Все сценарии содержат советы по защите окружающей среды и учат экологически ответственному отношению к природе.
В конце 2018 года пьесу по книге «Хранимиры. Вторая жизнь» поставил творческий коллектив школы № 33 и Центральной городской библиотеки им. Андрея Платонова в Воронеже. Пьеса стала лауреатом I степени международного конкурса «Гордость России» в номинации «Театр». Театральный центр детского развития «Клевер» из Наро-Фоминска создал уникальное маппет-шоу «Хранимиры».
По мотивам «Хранимиров» прошло более 150 мероприятий в разных регионах России, в том числе совместно с благотворительным фондом Оксаны Фёдоровой «Спешите делать добро!».
Вышли две подвижные напольные экообразовательные игры по мотивам «Хранимиров».

## Награды
- Международная премия EcoWorld-2018, номинация «Экологическое образование, просвещение и культура»[8]
- Национальная экологическая премия имени В. И. Вернадского, номинация «Социально-экологические инициативы»[9]
- Премия Губернатора Московской области «Наше Подмосковье»
- II место Всероссийского конкурса «Заповедные острова России», номинация «Заповедные медиа»[10]

## Отзывы
В «Российской газете» 5 июня 2017 года опубликовано мнение министра культуры Российской Федерации Владимира Мединского о серии книг «Хранимиры»: «Серия „Хранимиры“ — произведение, которое глубоко проникает в сознание детей, учит их мыслить образами и быть в ответе за свою планету. Ведь именно нашим детям предстоит сохранить Землю от загрязнения и зачастую варварского использования человеком. Экологическое воспитание детей очень важно, это тоже часть культуры, необходимая для нашего общего будущего. Инициативу создания экологических сказок можно только приветствовать, это один из ярких просветительских проектов Года экологии в России».

## Список книг про хранимиров
| №  | Название книги                | Возраст | Краткое описание                                                                                       | Порядок чтения                    |
| -- | ----------------------------- | ------- | --- | --------------------------------- |
| 1  | «Хранимиры. Начало»           | 6+      | Земля устала от человеческой безответственности. Кто сможет изменить страшное пророчество?             | 1 книга                           |
| 2  | «Хранимиры. Живая вода»       | 6+      | Решение, которое казалось таким верным, привело хранимиров к угрозе экологической катастрофы…          | 2 книга                           |
| 3  | «Хранимиры. Потерянный ветер» | 6+      | Самая непредсказуемая книга серии. Есть ли надежда на чудо?                                            | 3 книга                           |
| 4  | «Хранимиры. Заповедная Земля» | 6+      | Кто такой Ярослав Владимирович? И кто же на самом деле Велияр?..                                       | 4 книга                           |
| 5  | «Хранимиры. Правило трёх»     | 6+      | Перед глазами хранимиров все глобальные экологические проблемы Земли                                   | 5 книга                           |
| 6  | «Хранимиры. Большой пожар»    | 3+      | Достаточно тлеющего уголька и порыва ветра, чтобы в лес пришла большая беда.                           | Серия 3+ читается в любом порядке |
| 7  | «Хранимиры. Мы не поросята»   | 3+      | А что, если бы весь мусор, который кто-то оставил на природе, магическим образом оказался у него дома? | Серия 3+ читается в любом порядке |
| 8  | «Хранимиры. Вторая жизнь»     | 3+      | Не читайте эту книгу своим детям, если не готовы к раздельному сбору мусора!                           | Серия 3+ читается в любом порядке |
| 9  | «Хранимиры. Просим защиты!»   | 3+      | Почему на нашей планете уже не встретить тура, морскую корову или тасманийского волка?                 | Серия 3+ читается в любом порядке |
| 10 | «Хранимиры. Другими глазами»  | 3+      | Что заставит современного ребёнка выйти из гаджетов в реальный мир?                                    | Серия 3+ читается в любом порядке |